# 3841 Dicicco
Dicicco (asteróide 3841) é um asteróide da cintura principal, a 1,9108989 UA. Possui uma excentricidade de 0,1597648 e um período orbital de 1 252,71 dias (3,43 anos).
Dicicco tem uma velocidade orbital média de 19,75032842 km/s e uma inclinação de 5,22227º.
Este asteróide foi descoberto em 4 de Novembro de 1983 por Brian Skiff.